# Robackia demeijerei
Robackia demeijerei är en tvåvingeart som först beskrevs av Kruseman 1933.  Robackia demeijerei ingår i släktet Robackia och familjen fjädermyggor. Arten har ej påträffats i Sverige. Inga underarter finns listade i Catalogue of Life.